# Kryptops
Kryptops ist eine Gattung theropoder Dinosaurier aus der Gruppe der Abelisauridae. Bisher ist lediglich ein fragmentarisches Skelett bekannt, das aus der Unterkreide (Aptium) Nigers stammt. Einzige Art ist Kryptops palaios.
Der Name Kryptops (Gr.: krypto – „verborgen“, ops – „Gesicht“) weist auf die narbige Oberfläche des Oberkiefers, die auf eine möglicherweise aus Keratin bestehende Bedeckung hinweist. Der zweite Teil des Artnamens, palaios (gr. „alt“), weist auf das verglichen mit verwandten Gattungen hohe geologische Alter.

## Merkmale

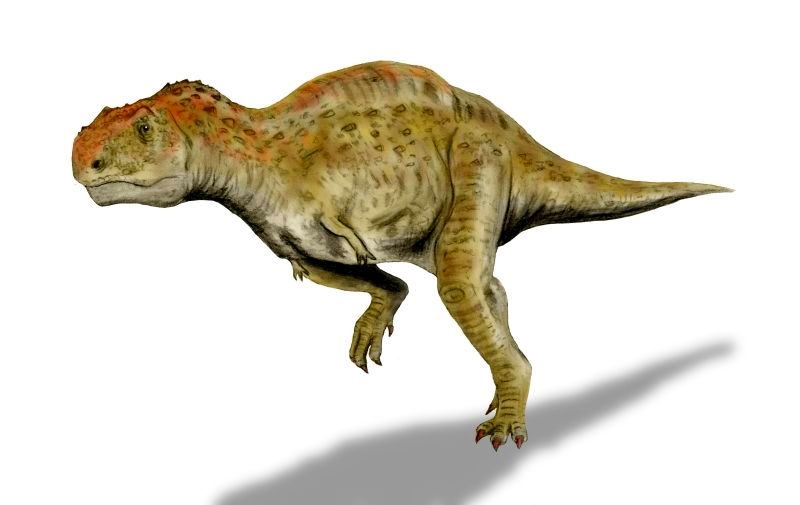
Künstlerische Lebenddarstellung von Kryptops

Kryptops wird auf eine Länge von 6 bis 7 Meter geschätzt und war damit etwa ebenso groß wie Majungasaurus. Der Oberkiefer wird auf etwa 25 Zentimeter Länge geschätzt, was auf einen etwa 50 Zentimeter langen Schädel hinweist. Die Schädellänge war im Verhältnis zum Körper damit deutlich kleiner als bei besser bekannten Vertretern der Abelisauridae.
Der paarige Oberkiefer enthielt beim lebenden Tier vermutlich je 17 oder 18 Zähne. Die nach außen zeigende Oberfläche des Oberkiefers ist rau und mit zahlreichen, in verschiedene Richtungen zeigenden Gruben versehen. Diese Texturierung könnte darauf hinweisen, dass das die Gesichtsknochen überdeckende Integument aus Keratin bestand. Anders als bei verwandten Gattungen wie Rugops waren diese Gruben verhältnismäßig kurz (Autapomorphie).

## Systematik
Sereno und Brusatte führten eine kladistische Analyse durch und klassifizieren Kryptops vorläufig als einen frühen und basalen (ursprünglichen) Vertreter der Abelisauridae.

## Fund
Das einzige Skelett von Kryptops (Holotyp, Exemplarnummer MNN GAD1) stammt aus dem Fundort Gadoufaoua der Elrhaz-Formation im westlichen Rand der Ténéré südöstlich von Agadez. Es besteht aus einem linken Oberkiefer, Fragmenten einiger Wirbel und Rippen sowie dem Beckengürtel und Kreuzbein. Diese Fossilien stammen wahrscheinlich von einem einzigen Individuum, da außer zwei Zähnen keine anderen Wirbeltier-Reste im Umkreis des Fundes entdeckt wurden. Beckengürtel und Kreuzbein wurden im ursprünglichen anatomischen Verbund vorgefunden. Während der Großteil des Skeletts eingebettet in der Gesteinsmatrix vorgefunden wurde, war der Oberkiefer erodiert und etwa 15 Meter von den anderen Kochen entfernt vorgefunden worden.

## Paläoökologie
Die Elrhaz-Formation beherbergt eine diverse Landwirbeltier-Fauna. Der am häufigsten entdeckte Großtheropode ist der Spinosauride Suchomimus; weitere Theropoden schließen Eocarcharia sowie einen noch unbeschriebenen Noasauriden mit ein. Pflanzenfressende Dinosaurier der Formation schließen den Sauropoden Nigersaurus und die Ornithopoden Ouranosaurus und Lurdusaurus mit ein. Des Weiteren wurden die Überreste verschiedener Krokodilverwandter, Schildkröten, und Knochenfische, die Überreste eines hybodonten Haies sowie Süßwassermuscheln gefunden.